# 오페라의 유령 (1990년 영화)
오페라의 유령(The Phantom Of The Opera)은 미국에서 제작된 토니 리처드슨 감독의 1990년 미니시리즈이다. 버트 랭카스터 등이 주연으로 출연하였고 로스 밀로이 등이 제작에 참여하였다. 가스통 르루의 1910년 소설 오페라의 유령 기반의 뮤지컬 팬텀의 아서 코피트의 책을 각색한 작품이다.

## 출연

### 주연
- 버트 랭카스터
- 아담 스트로크

### 조연
- 테리 폴로
- 찰스 댄스
- 이안 리처드슨
- 안드레아 페럴
- 장 피에르 카셀
- 장 루게리

## 제작진
- 원작자: 가스통 르루
- 공동제작: 윌리엄 W. 윌슨 3세
- 미술: 티미안 알세이커
- 의상: 티미안 알세이커
- 의상: 자크 버프누아
- 의상: 자클린 모로

## 같이 보기
- 팬텀 (뮤지컬)